# Trachinus cornutus
Trachinus cornutus є видом риб родини Trachinidae, ряду Perciformes. Поширені у південно-східній частині Тихого океану вздовж берегів Чилі. Морська субтропічна демерсальна риба.